# Chama oomedusae
Chama oomedusae is een tweekleppigensoort uit de familie van de Chamidae. De wetenschappelijke naam van de soort is voor het eerst geldig gepubliceerd in 1996 door Matsukuma.